# 34420 Peterpau
34420 Peterpau è un asteroide della fascia principale. Scoperto nel 2000, presenta un'orbita caratterizzata da un semiasse maggiore pari a 3,1338007 UA e da un'eccentricità di 0,1540626, inclinata di 5,67148° rispetto all'eclittica.